# Freies Radio Wiesental
Koordinaten: 47° 39′ 3,5″ N, 7° 49′ 26,2″ O

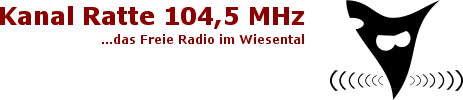
Logo des Senders (bis Ende 2012)

Das Freie Radio Wiesental (bis 31. Dezember 2012: Kanal Ratte) ist ein nichtkommerzieller Lokalsender. Er ist Mitglied im Bundesverband Freier Radios.
Der Sender verwendete als Programmveranstalter seit 2007 die Bezeichnung Kanal Ratte 104,5 MHz … das Freie Radio im Wiesental, während sich der Trägerverein und die juristische Person hinter dem Sender Förderkreis für das Freie Radio Kanal Ratte e. V. nennt.

## Geschichte
Seit 1995 sendete man aus einem Studio in Schopfheim. Gegründet wurde der Sender und sein Trägerverein von einer Gruppe junger Leute zunächst in Lörrach, die sich jedoch bald dem autonomen Jugendzentrum Café Irrlicht in Schopfheim anschlossen. Das Zentrum, das in städtischen Räumen in zentraler Lage in der Bahnhofstraße logiert, stellte dem Sender bis 2005 Räume zur Verfügung. In seinen Anfängen firmierte das Radio als Radio-AG dieses Jugendzentrums – eine Konstruktion, von der beide Seiten profitierten: So entwickelte sich eine Kooperation bei der Organisation von Konzerten, die das Café Irrlicht in seinen Räumen durchführte und das Radio live übertrug. Auch stellten Mitglieder des Café Irrlicht eine der ersten Musikredaktionen, die bis heute für ihre Hörerschaft sendet.
Die Gründung des Senders fiel in die Zeit, in der die Landesregierung einen eigenen Etat zur Förderung des Privaten Rundfunks beschloss, sowohl des kommerziellen als auch des nicht-kommerziellen. Die Landesmedienanstalt – in Baden-Württemberg Landesanstalt für Kommunikation (LfK) – vergibt seitdem alle acht Jahre Lizenzen an private Rundfunksender und hat die Funktion einer Aufsichtsbehörde. Gleichzeitig berät sie die Träger nicht-kommerzieller Sender bei der Antragstellung für die (jährliche) Vergabe der Fördergelder.
1995 bekam der Sender Freies Radio Kanal Ratte die Sendelizenz für die UKW-Frequenz 104,5 MHz auf der Sendeanlage Hohe Möhr (500 W); gleichzeitig wurde das Programm ins Kabelnetz von zehn Städten eingespeist.
Die Räumlichkeiten für den Sender in der Bahnhofstraße umfassten auf 25 Quadratmetern ein Sendestudio (mit einer bescheidenen, aber ausreichenden Technik: Mischpult, mehrere CD-Spieler, MD- und Tape-Decks; die Archivierung erfolgte auf VHS-Kassetten) und ein kleines Büro, sowie einen Raum zum Vorproduzieren von Sendungen. Letzterer musste aus Brandschutzgründen bald wieder aufgegeben werden.
Im Jahr 2003 erhielt Radio Kanal Ratte erneut eine Lizenz – dieses Mal beschränkt auf vier Jahre – verknüpft mit der Auflage, seinen Bekanntheitsgrad auszubauen. Außerdem wurden zusätzliche Mittel für eigene Räumlichkeiten bereitgestellt, welche der Sender im Frühjahr 2005 in der Hauptstraße in Schopfheim beziehen konnte. Im neuen Domizil gibt es auf 80 m² das Sendestudio, ein Vorproduktions-Studio und ein Büro. Der Studio-Betrieb wurde professionalisiert und ausgebaut. Am 1. Januar 2018 wurden Renovierungsarbeiten fertiggestellt und das Freie Radio Wiesental hat nun ganze 150 m² zur Verfügung. Auch wurde der Sender zum Start des Jahres 2018 komplett technisch modernisiert und sendet nun Volldigital und mit neuer Audio und Sendetechnik.
Der Sender mit seinen Ursprüngen in der linken Szene arbeitet seither daran, den Auftrag umzusetzen, als Bürgersender in der Region besser verankert zu sein. Trotzdem hat man die Herkunft nicht vergessen.
In den folgenden Jahren konnten die Mitglieder des Senders die öffentliche Wahrnehmung durch aktive Teilnahme an Veranstaltungen stark ausbauen. Die neu geschaffene Liveübertragungstechnik ermöglichte es regelmäßig an Veranstaltungsorten vor Ort zu senden, Aufnahmen zu machen und so größere Kooperationen einzugehen. 2007 erhielt der Sender so den Auftrag die Liveübertragung zum ersten Todestag der in Moskau ermordeten Journalistin Anna Politkowskaja zu realisieren, so dass die Veranstaltung im Theater Basel parallel von verschiedenen Radio-Stationen in ganz Europa ausgestrahlt werden konnte.
Ende des Jahres 2007 lief die auf vier Jahre beschränkte Lizenz aus. Am 22. Oktober 2007 stimmte der Medienrat in Baden-Württemberg einstimmig für die vom Vorstand der Landesanstalt für Kommunikation zuvor ausgearbeitete Empfehlung und erteilte somit dem Schopfheimer Sender eine weitere Lizenz, dieses Mal wieder für acht Jahre. Dabei verzichtete man auf das bisherige Frequenzsplitting, so dass ab dem 1. Januar 2008 Kanal Ratte die Frequenz 104,5 MHz eigenständig 24 Stunden täglich betreiben kann.
Zum 1. Januar 2013 wurde der Name des Sender zu Freies Radio Wiesental geändert.

### DAB+
Das Freie Radio Wiesental ist einer der drei Pilotsender des DAB+-NKL-Kanals "Bürgermedien BW" im baden-württembergischen Landesmultiplex. Zum Test der neuen Technologie wurde den NKLs ein freier DAB+-Kanal zur Verfügung gestellt, für den die LfK bereits seit 2013 Mittel reserviert hatte. Der ursprüngliche Plan war, dass die Freien Radios in Baden-Württemberg gemeinsam als Hörfunkveranstalter auftreten und zum 31. Dezember 2014 die Zuweisung des DAB+-Kanals beantragen. Allerdings herrschte Uneinigkeit darüber, ob DAB+ überhaupt betrieben werden sollte, da DAB+ noch nicht ausreichend ausgebaut und auch die meisten Bürger noch über kein entsprechendes Empfangsgerät verfügten. Man befürchtete, dass die noch sehr wichtigen UKW-Frequenzen und deren Förderung und Fortbestand unter der Finanzierung des DAB+ leiden würde. Schlussendlich entschied die LfK den DAB+-Kanal selbst zu betreiben, nach einer Umfrage entschieden sich drei Sender an einem Rotationsprinzip teilzunehmen: Je ein Tag sind abwechselnd das Hochschulradio Stuttgart Horads 88,6, das Freie Radio Wüste Welle aus Tübingen und das Freie Radio Wiesental zu hören.

## Programm
Seit der Neulizenzierung zum 1. Januar 2008 sendet Kanal Ratte 24 Stunden täglich von seinem Studio in Schopfheim. Die Sendungen werden von ehrenamtlichen Radio-Redakteuren und zwei in Teilzeit angestellten Verwaltungsangestellten produziert. Letztere produzieren vor allem Offene Sendeplätze – freie Sendungen mit Bürgern, die nur einmalig oder zeitlich begrenzt im Radio publizieren möchten.
Das Programm ist bewusst frei und bunt gehalten.

## Empfang
- UKW 104,5 MHz
- Kabel, Schopfheim, Maulburg, Lörrach, Weil am Rhein, Steinen, Bad Säckingen, Wehr, Schwörstadt, Rheinfelden und Grenzach-Wyhlen: 89,35 MHz
- Livestream
- DAB+: jeden dritten Tag im DAB+-Kanal 11B